# Revillagigedo Island
Revillagigedo Island ist eine im Südosten von Alaska (Panhandle) gelegene Insel des Alexanderarchipels im Pazifischen Ozean. Die Insel ist etwa 2754 km² groß, 89 km lang und bis zu 48 km breit. Sie gehört verwaltungsmäßig zum Ketchikan Gateway Borough. Höchste Erhebung ist der 1400 m hohe Mount Reid im unbewohnten Nordosten der Insel.
Sie wird durch die Clarence Strait von der Prince-of-Wales-Insel im Westen und durch den Behm Canal im Osten von Festland Alaskas getrennt. An der Südspitze liegen zwischen Revillagigedo und Anette Island der Revillagigedo Channel und die Nichols Passage. 
Die Insel wurde im 18. Jahrhundert von russischen, britischen und spanischen Seefahrern entdeckt und später nach 
Juan Vicente de Güemes Pacheco y Padilla, Conde de Revillagigedo II, dem 53. Vizekönig von Neuspanien benannt.
Auf der Insel leben etwa 13.950 Einwohner, vornehmlich in den Städten Ketchikan und Saxman und in dem Ort Ward Cove an der Südwestküste. Die Bewohner leben im Wesentlichen vom Fischfang, dem Holzeinschlag und Tourismus.